# Yūsuke Kobayashi (Fußballspieler, 1994)
Yūsuke Kobayashi (jap. 小林 祐介, Kobayashi Yūsuke; * 23. Oktober 1994 in Urawa (heute Stadt Saitama), Präfektur Saitama) ist ein japanischer Fußballspieler.

## Karriere
Yūsuke Kobayashi erlernte das Fußballspielen in den Jugendmannschaften von Omagi Soccer Shonendan und Kashiwa Reysol. Hier unterschrieb er 2013 auch seinen ersten Profivertrag. Der Verein aus Kashiwa, einer Großstadt in der Präfektur Chiba auf Honshū, der Hauptinsel Japans, spielte in der höchsten Liga des Landes, der J1 League. 2013 stand er mit Kashiwa im Endspiel des J. League Cup. Im Finale gewann man mit 1:0 gegen den Erstligisten Urawa Red Diamonds. 2014 spielte er viermal in der J.League U-22 Selection. Diese Mannschaft, die in der dritten Liga, der J3 League, spielte, setzte sich aus den besten Nachwuchsspielern der höherklassigen Vereine zusammen. Das Team wurde mit Blick auf die Olympischen Sommerspiele 2016 in Rio de Janeiro gegründet. Die Auswahl der Spieler erfolgte auf wöchentlicher Basis aus einem Pool, für den jeder Verein förderungswürdige Talente benennen konnte; die Zusammensetzung der Mannschaft variierte daher sehr stark von Spiel zu Spiel.
2018 wurde er für ein Jahr an den Erstligisten Shonan Bellmare nach Hiratsuka ausgeliehen. Hier kam er einmal in der ersten Liga zum Einsatz. 2019 kehrte er nach Kashiwa zurück. Kashiwa war Ende 2018 in die zweite Liga abgestiegen. 2019 wurde er mit dem Club Meister der zweiten Liga und stieg direkt wieder in die erste Liga auf. Nach insgesamt 85 Spielen für Kashiwa wechselte er im Januar 2021 zum Zweitligisten JEF United Ichihara Chiba.

## Erfolge
Kashiwa Reysol
- Japanischer Ligapokalsieger: 2013
- Japanischer Zweitligameister: 2019  ▲

Shonan Bellmare
- Japanischer Ligapokalsieger: 2018